# Aindrias Ó Caoimh
Aindrias Ó Caoimh (auch Ayindries Ó Cuiv, englisch Andreas O'Keeffe; * 1. April 1950 in Dublin, Irland) ist ein früherer irischer Richter am High Court und am Europäischen Gerichtshof.

## Biographie
Aindrias Ó Caoimh ist der Sohn von Aindrias Micheál Ó Caoimh und seiner Frau Sheila Griffith. Sein Onkel war der Historiker und Literaturwissenschaftler Brian Ó Cuív (1916–1999) und sein Cousin Éamon Ó Cuív (* 1950), ehemaliger Sozialminister. 
Ó Caoimh studierte Rechtswissenschaften am University College Dublin und wurde 1972 als Rechtsanwalt am King’s Inns zugelassen. 1994 wurde er zum Senior Counsel ernannt. Am King’s Inns war er Professor für Europäisches Recht.
Am 21. Juli 1999 wurde er zum Richter am High Court ernannt. Dieses Amt bekleidete er bis zum 13. Oktober 2004, als er zum Richter am Europäischen Gerichtshof ernannt wurde. Dieses Amt hatte er bis zum 7. Oktober 2015 inne.
| Personendaten    | Personendaten                        |
| ---------------- | ------------------------------------ |
| NAME             | Ó Caoimh, Aindrias                   |
| ALTERNATIVNAMEN  | Ó Cuiv, Ayindries; O’Keeffe, Andreas |
| KURZBESCHREIBUNG | irischer Jurist                      |
| GEBURTSDATUM     | 1. April 1950                        |
| GEBURTSORT       | Dublin                               |